# Cantó de Saint-Genis-Laval
El cantó de Saint-Genis-Laval és un antic cantó francès del departament del Roine, situat al districte de Lió. Té 4 municipis i el cap és Saint-Genis-Laval.

## Municipis
- Brignais
- Chaponost
- Saint-Genis-Laval
- Vourles

| Data d'elecció                           | Identitat             | Partit                       | Qualitat |
| ---------------------------------------- | --------------------- | ---------------------------- | -------- |
| 1951-1964                                | Philippe Danilo       | RPF, després RS, després UNR |          |
| 1964-1973                                | Paul Jordery          | SFIO                         |          |
| 1973-1979                                | Henri Fillot          | CNIP, després RPR            |          |
| 1979-1982                                | Jean-Marie Mick       | PCF                          |          |
| 1982-2008                                | Michel Thiers         | UDF                          |          |
| 2008-2014                                | Christophe Guilloteau | UMP                          | Diputat  |
| les dades anteriors no són pas conegudes |                       |                              |          |